# Robassomero
Robassomero (piemontiul: Robassomé) település Olaszországban, Lombardia régióban, Torino megyében. Lakosainak száma 3066 fő (2023. január 1.). Robassomero Caselle Torinese, Druento, Nole, San Maurizio Canavese, Venaria Reale, Fiano és Ciriè községekkel határos.

## Népesség
A település népességének változása:
| Lakosok száma | 3093 | 3089 | 3066 |
|               | 2017 | 2018 | 2023 |